# Esquei

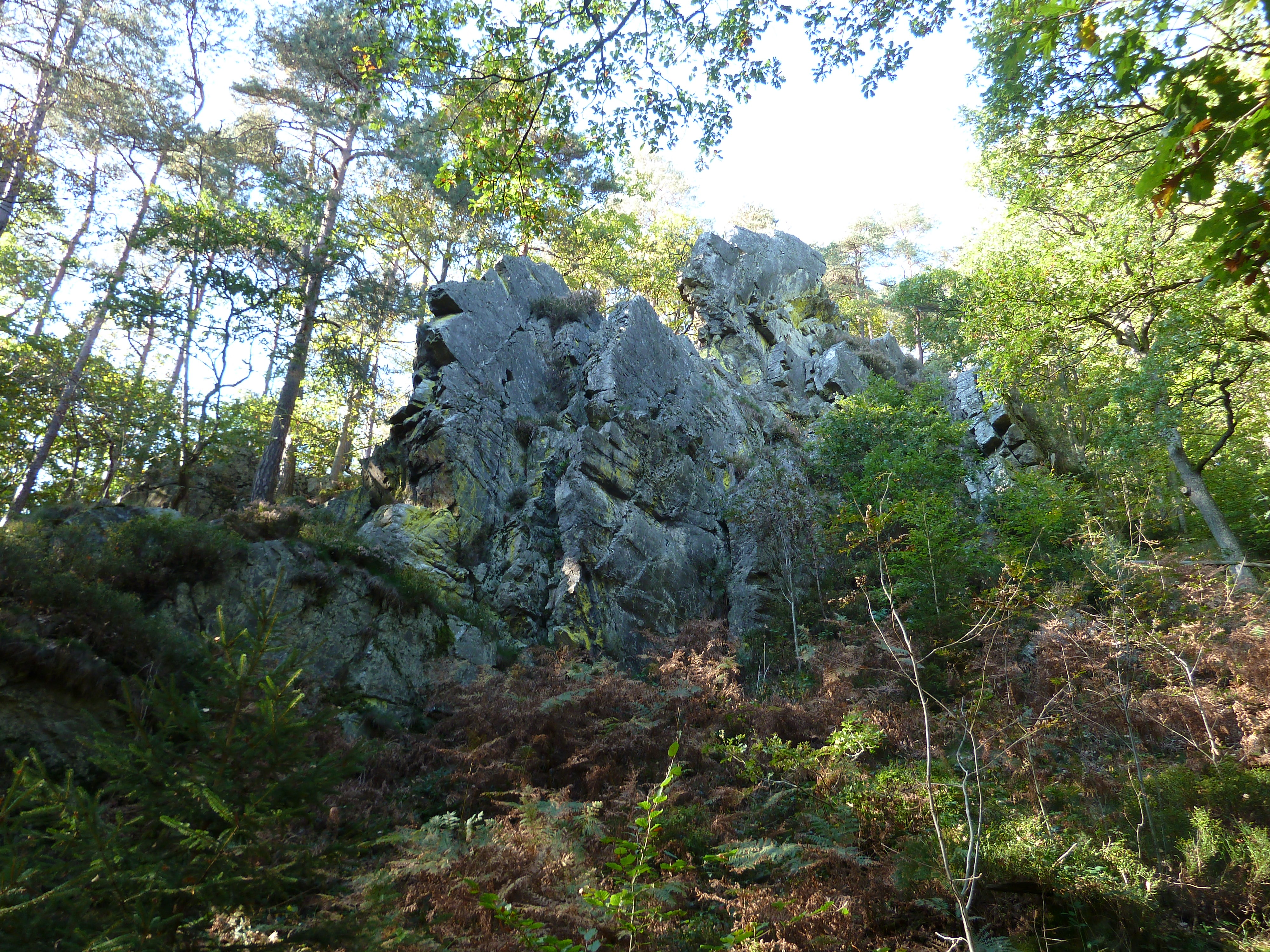
Esquei a Solwaster "Rocher de Bilisse", Solwaster, Bèlgica

Un esquei (Geomorfologia) (es peñasco, risco; fr rocher; en crag) és una massa rocallosa que presenta una superfície clivellada i cantelluda sovint plena de fissures, irregularitats i arestes esmolades o cantelludes. Clap de roca. (Etim: mot que deriva del llatí vulgar schidiu, "esquerda, estella", que al seu torn prové del grec σχίδιον. També existeix la forma femenina "esqueia", derivada de schidia, i de la forma antiga "esqueix").
Un esquei és un vessant rocós de fort pendent on la roca aflora i on la vegetació es desenvolupa amb dificultat. Es pot definir una diferència clara entre un esquei i un cingle: per un esquei és possible transitar-hi malgrat les dificultats, mentre que per un cingle, per causa de la verticalitat, és impossible fer-ho.
Als peus dels esqueis s'hi acumulen conjunts de blocs (pedrusca) o s'hi formen petites tarteres.

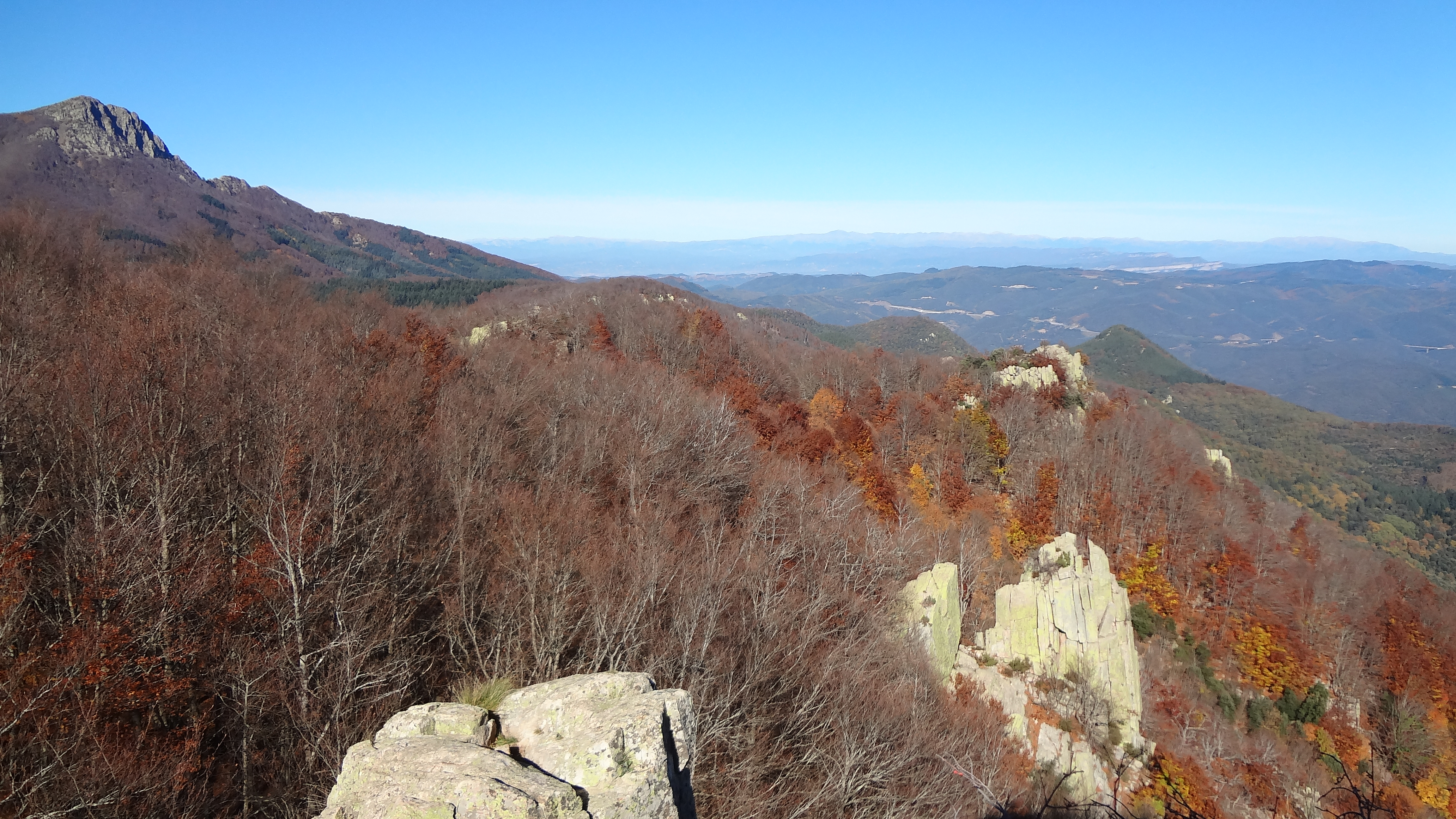
Vista des de dalt de l'esquei de Morou (Montseny) on es poden apreciar altres esqueis que sobresurten enmig del bosc.

Els ramats aprofiten les herbes que creixen en les escletxes i els racons entre les pedres dels esqueis, on s'hi desenvolupa una vegetació específica.